# Randy Thom
David Randall „Randy“ Thom (* 1951 in Shreveport, Louisiana) ist ein mit zwei Oscars ausgezeichneter US-amerikanischer Sound Designer und Tontechniker.

## Leben
Thom begann seine Karriere als Tontechniker bei einer Radiostation in Berkeley. 1975 stellte er sich bei Walter Murch vor, als dieser an American Graffiti arbeitete. In der Folge erhielt er eine Anstellung als Aufnahmetechniker bei der Postproduktion von Apocalypse Now. Ab 1980 wirkte er an Filmen von George Lucas mit und erhielt 1983 eine feste Anstellung bei dessen Skywalker Sound. Er arbeitete mit Robert Zemeckis, Francis Ford Coppola, Steven Spielberg und Tim Burton. 1986 wirkte er an Mel Brooks’ Star-Wars-Parodie Spaceballs mit.
Thom wurde mit zwei Oscars ausgezeichnet und erhielt 14 weitere Oscar-Nominierungen. Zudem erhielt er fünfmal den Golden Reel Award, war für den Emmy und zweimal für den britischen BAFTA Award nominiert.
Sein älterer Bruder Harold Thom (1934–2013) war in den 1960er Jahren ein bekannter Folkmusiker in Louisiana und Kentucky.

## Filmografie (Auswahl)
- 1979: Apocalypse Now
- 1980: Das Imperium schlägt zurück (Star Wars: Episode V – The Empire Strikes Back)
- 1983: Der Stoff, aus dem die Helden sind (The Right Stuff)
- 1983: Die Rückkehr der Jedi-Ritter (Star Wars: Episode VI – Return of the Jedi)
- 1984: Indiana Jones und der Tempel des Todes (Indiana Jones and the Temple of Doom)
- 1984: Star Trek III: Auf der Suche nach Mr. Spock (Star Trek III: The Search for Spock)
- 1986: Howard – Ein tierischer Held (Howard the Duck)
- 1986: Mel Brooks’ Spaceballs (Spaceballs)
- 1988: Colors – Farben der Gewalt (Colors)
- 1989: Always – Der Feuerengel von Montana (Always)
- 1990: Wild at Heart – Die Geschichte von Sailor und Lula (Wild at Heart)
- 1991: Backdraft – Männer, die durchs Feuer gehen (Backdraft)
- 1994: Das Wunder von Manhattan (Miracle on 34th Street)
- 1995: Jumanji
- 1995: Species
- 1996: Mars Attacks!
- 1997: Contact
- 1999: Arlington Road
- 1999: Der 200 Jahre Mann (Bicentennial Man)
- 1999: Der Gigant aus dem All (The Iron Giant)
- 2000: Cast Away – Verschollen (Cast Away)
- 2002: Harry Potter und die Kammer des Schreckens (Harry Potter and the Chamber of Secrets)
- 2003: Lara Croft: Tomb Raider – Die Wiege des Lebens (Lara Croft Tomb Raider: The Cradle of Life)
- 2004: Der Polarexpress (The Polar Express)
- 2004: Shrek 2 – Der tollkühne Held kehrt zurück (Shrek 2)
- 2004: Die Unglaublichen – The Incredibles (The Incredibles)
- 2005: Harry Potter und der Feuerkelch (Harry Potter and the Goblet of Fire)
- 2006: Ice Age 2 – Jetzt taut’s (Ice Age: The Meltdown)
- 2007: Ratatouille
- 2007: Die Simpsons – Der Film (The Simpsons Movie)
- 2007: Die Legende von Beowulf (Beowulf)
- 2008: Standard Operating Procedure
- 2008: Horton hört ein Hu! (Horton Hears a Who!)
- 2008: Madagascar 2 (Madagascar: Escape 2 Africa)
- 2008: Bolt – Ein Hund für alle Fälle (Bolt)
- 2009: Coraline
- 2009: Ice Age 3 – Die Dinosaurier sind los (Ice Age: Dawn of the Dinosaurs)
- 2009: Disneys Eine Weihnachtsgeschichte (A Christmas Carol)
- 2010: Percy Jackson – Diebe im Olymp (Percy Jackson & the Olympians: The Lightning Thief)
- 2010: Drachenzähmen leicht gemacht (How to Train Your Dragon)
- 2010: Die Legende von Aang (The Last Airbender)
- 2011: Milo und Mars (Mars needs Moms)
- 2011: Rio
- 2012: Der Lorax (The Lorax)
- 2012: Flight
- 2013: Die Croods (The Croods)
- 2013: Epic – Verborgenes Königreich (Epic)
- 2013: Free Birds – Esst uns an einem anderen Tag (Free Birds)
- 2014: Rio 2 – Dschungelfieber (Rio 2)
- 2014: Drachenzähmen leicht gemacht 2 (How to Train Your Dragon 2)
- 2015: Home – Ein smektakulärer Trip (Home)
- 2015: Crimson Peak
- 2015: The Walk
- 2015: Die Peanuts – Der Film (The Peanuts Movie)
- 2015: The Revenant – Der Rückkehrer (The Revenant)
- 2016: Ice Age 5 – Kollision voraus! (Ice Age Collision Course)
- 2016: Elliot, der Drache (Pete’s Dragon)
- 2016: Phantastische Tierwesen und wo sie zu finden sind (Fantastic Beasts and Where to Find Them)
- 2016: Allied – Vertraute Fremde (Allied)
- 2017: Carne y arena
- 2017: Ich – Einfach unverbesserlich 3 (Despicable Me 3)
- 2017: Ferdinand – Geht STIERisch ab! (Ferdinand)
- 2018: Willkommen in Marwen (Welcome to Marwen)
- 2019: Drachenzähmen leicht gemacht 3: Die geheime Welt (How to Train Your Dragon: The Hidden World)
- 2019: The Wolf’s Call – Entscheidung in der Tiefe (Le chant du loup)
- 2019: American Factory
- 2019: Spione Undercover – Eine wilde Verwandlung (Spies in Disguise)
- 2020: Hexen hexen (The Witches)
- 2020: Die Croods – Alles auf Anfang (The Croods: New Age)
- 2020: The Midnight Sky
- 2021: Vivo – Voller Leben (Vivo)
- 2021: Macbeth (The Tragedy of Macbeth)
- 2021: Don’t Look Up
- 2022: Pinocchio
- 2022: Wendell & Wild
- 2023: Der Super Mario Bros. Film (The Super Mario Bros. Movie)
- 2023: Elemental
- 2023: Ruby taucht ab (Ruby Gillman, Teenage Kraken)
- 2024: Y2K
- 2024: Der wilde Roboter (The Wild Robot)
- 2024: Here

## Auszeichnungen
- 1984: Oscar für Der Stoff aus dem die Helden sind
- 1984: Oscar-Nominierung für Wenn die Wölfe heulen und Die Rückkehr der Jedi-Ritter
- 1986: Emmy-Nominierung für Kampf um Endor
- 1991: BAFTA-Nominierung für Wild at Heart – Die Geschichte von Sailor und Lula
- 1992: Oscar-Nominierung für Backdraft – Männer, die durchs Feuer gehen
- 1995: Oscar-Nominierung für Forrest Gump
- 1998: Oscar-Nominierung für Contact
- 2000: Golden Reel Award für Der Gigant aus dem All
- 2001: Golden-Reel-Award-Nominierung für Cast away – Verschollen
- 2001: Oscar-Nominierung für Cast away – Verschollen
- 2002: Golden-Reel-Award-Nominierung für Final Fantasy – Die Mächte in dir
- 2003: BAFTA-Nominierung für Harry Potter und die Kammer des Schreckens
- 2003: Golden-Reel-Award-Nominierung für Harry Potter und die Kammer des Schreckens
- 2005: Golden Reel Award für The Incredibles
- 2005: Golden-Reel-Award-Nominierung für Der Polarexpress und Shrek 2 – Der tollkühne Held kehrt zurück
- 2005: Oscar für The Incredibles
- 2005: Oscar-Nominierungen für Der Polarexpress
- 2006: Golden Reel Award für Harry Potter und der Feuerkelch
- 2007: Golden-Reel-Award-Nominierung für Ice Age 2 – Jetzt taut’s
- 2008: Golden Reel Award für Ratatouille
- 2008: Golden-Reel-Award-Nominierung für Die Simpsons – Der Film
- 2008: Oscar-Nominierungen für Ratatouille
- 2009: Golden-Reel-Award-Nominierungen für Bolt – Ein Hund für alle Fälle, Horton hört ein Hu und Madagascar: Escape 2 Africa
- 2010: Golden-Reel-Award-Nominierung für Coraline
- 2011: Golden Reel Award für Drachenzähmen leicht gemacht
- 2012: Golden-Reel-Award-Nominierung für Rio
- 2013: Golden-Reel-Award-Nominierung für The Lorax
- 2014: MPSE Career Achievement Award
- 2014: Golden Reel Award für Epic
- 2014: Golden-Reel-Award-Nominierung für Die Croods
- 2015: Golden-Reel-Award-Nominierung für Drachenzähmen leicht gemacht 2
- 2016: Oscar-Nominierungen für The Revenant - Der Rückkehrer
- 2016: BAFTA Award für The Revenant - Der Rückkehrer
- 2016: Golden Reel Award für The Revenant - Der Rückkehrer
- 2016: Golden-Reel-Award-Nominierung für The Revenant - Der Rückkehrer
- 2016: Golden-Reel-Award-Nominierung für Die Peanuts - Der Film
- 2018: Golden Reel Award für Carne y arena
- 2018: Golden-Reel-Award-Nominierung für Ferdinand – Geht STIERisch ab!
- 2020: Golden-Reel-Award-Nominierung für Spione Undercover – Eine wilde Verwandlung
- 2020: Golden-Reel-Award-Nominierung für Drachenzähmen leicht gemacht 3: Die geheime Welt
- 2021: Golden-Reel-Award-Nominierung für The Midnight Sky
- 2021: Golden-Reel-Award-Nominierung für Die Croods - Alles auf Anfang
- 2023: Golden-Reel-Award-Nominierung für Pinocchio
- 2024: Golden-Reel-Award-Nominierung für Der Super Mario Bros. Film
- 2025: Oscar-Nominierungen für Der wilde Roboter
- 2025: Golden-Reel-Award-Nominierung für Der wilde Roboter